# Gardes du Corps (Prusia)
El regimiento de Gardes du Corps (Regiment der Gardes du Corps o Cuerpo de Guardias) fue la guardia personal del rey de Prusia y, después de 1871, del emperador alemán (en alemán, el Káiser).

## Historia

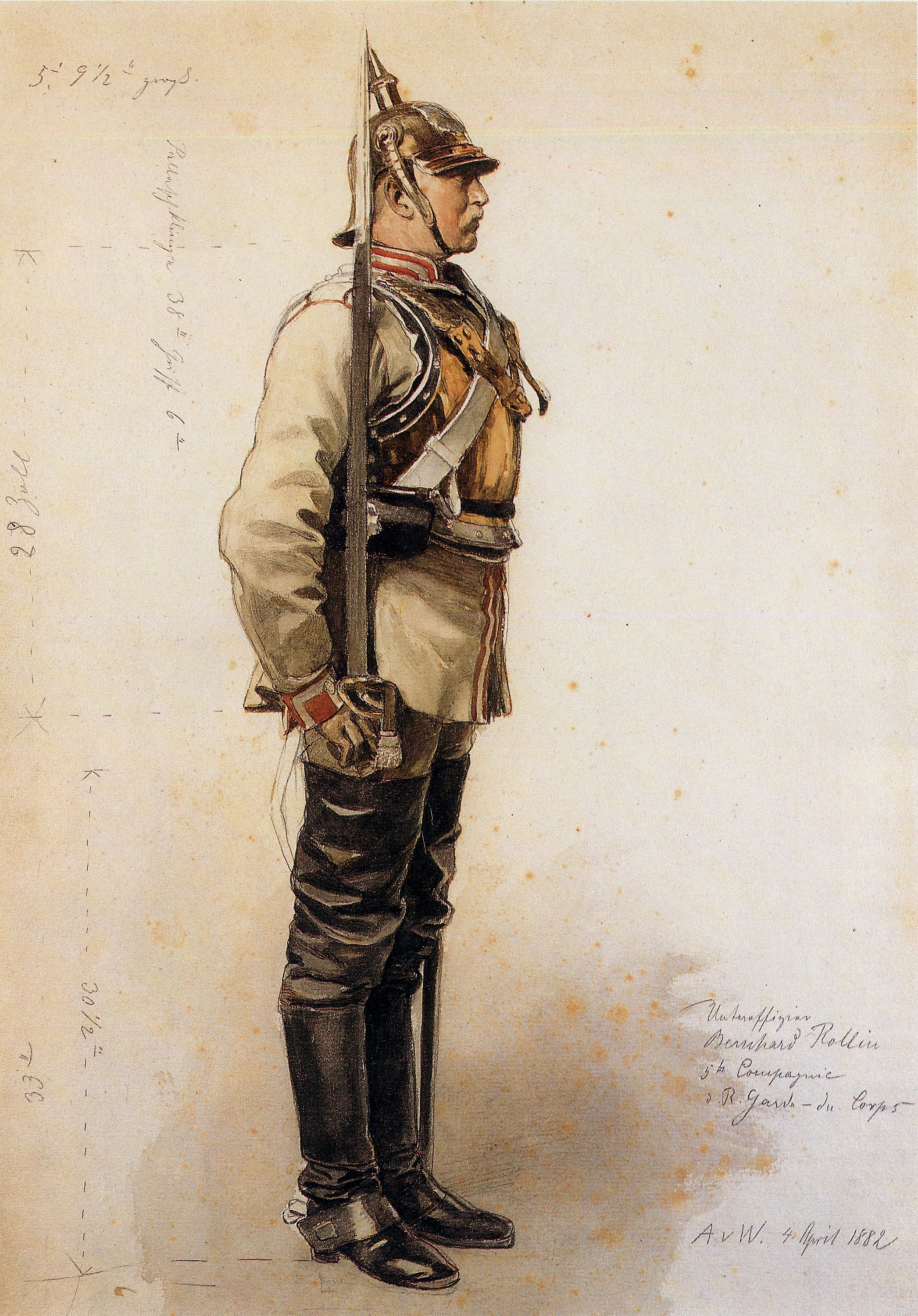
Coracero en 1882.

La unidad fue fundada en 1740 por Federico el Grande. Su primer comandante fue Friedrich von Blumenthal, que murió inesperadamente en 1745; su hermano Hans von Blumenthal, quien con otros oficiales del regimiento habían ganado la Pour le Mérite en su primera acción en la batalla de Hohenfriedberg, asumió el mando en 1747. Hans von Blumenthal fue herido gravemente al frente del regimiento en una exitosa carga de caballería en la batalla de Lobositz y se tuvo que retirar del ejército.
Inicialmente, el regimiento fue utilizado en parte como una unidad de entrenamiento para oficiales y como parte de un programa de expansión de la caballería. Uno de los primeros oficiales, Friedrich von der Trenck, describió una vida ardua de privación de sueño y la tensión física soportada por los oficiales, así como el coste enorme de pertenecer a la unidad (las corazas, por ejemplo, eran excepcionalmente caras).
El regimiento participó en la guerra de sucesión austriaca en Silesia, especialmente en la batalla de Hohenfriedberg el 4 de junio de 1745. También luchó en diversas batallas en la guerra de los siete años. Durante las guerras napoleónicas combatió contra Francia de 1806-1807, tomando parte en la batalla de Eylau. En la guerra de liberación de 1813-1815 participó en las batallas de Großgörschen, Bautzen y Haynau, así como en la de Leipzig (16 al 18 de octubre de 1813), marchando a París el 31 de marzo de 1814. Después de la derrota de Napoleón en la batalla de Belle Alliance (18 de junio de 1815), se produjo la segunda invasión de París el 22 de julio de 1815. Del 4 de octubre al 2 de diciembre de 1815, regresó a Berlín y Potsdam.
En la revolución de 1848 fue utilizado en las luchas callejeras en Berlín. En la guerra de los ducados contra Dinamarca en 1864 no se movilizó al regimiento. En la guerra contra Austria de 1866, el regimiento se mudó a Bohemia. En la batalla de Hradec Kralove fue asignado a la reserva. La guerra franco-prusiana vio a los Coraceros solo en combates menores en St. Privat, Sedán y el asedio de París desde el 19 de septiembre de 1870 hasta el 28 de enero de 1871. Después del armisticio en febrero de 1871, el regimiento fue asignado a la fuerza de ocupación.
A diferencia del resto del ejército imperial alemán después de la unificación alemana en 1871, el Garde du Corps fue reclutado a nivel nacional y formó parte de la 1ª División de Caballería de la Guardia. El Regimiento llevaba un uniforme de coracero blanco con ciertas distinciones especiales en traje de gala.
Durante la Primera Guerra Mundial el regimiento fue movilizado al frente occidental, participando en numerosas batallas hasta agosto de 1915, cuando se traslada al frente oriental. En 1918 se encontraba en Ucrania como fuerza de orden. Después de la guerra, el regimiento recibió la orden de dejar Ucrania el 12 de noviembre de 1918. Llegó a Potsdam los días 13 y 14 de febrero de 1919, donde comenzó la desmovilización el 16 de febrero y finalmente se disolvió.

## Imágenes

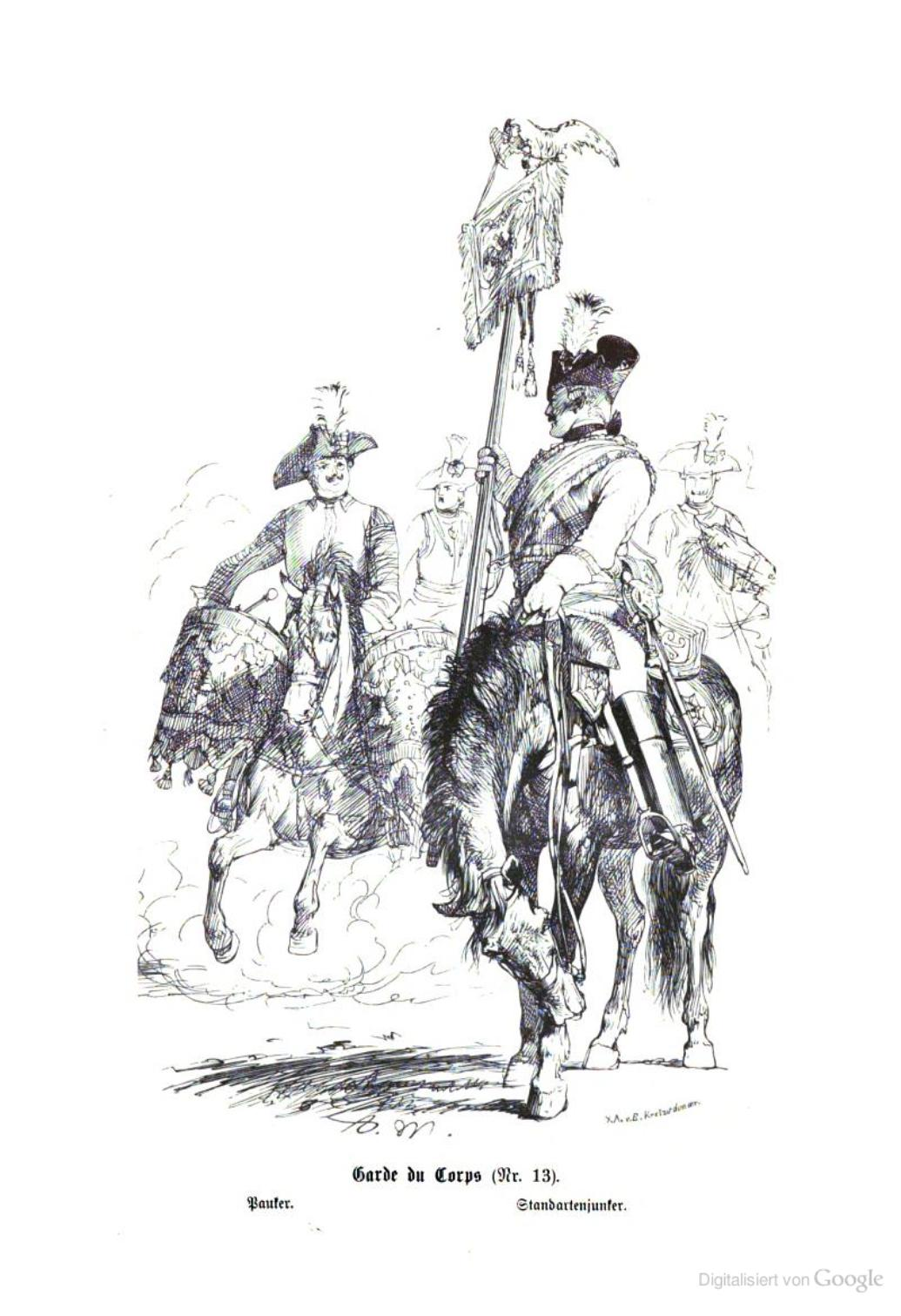
Garde du Corps 1760.
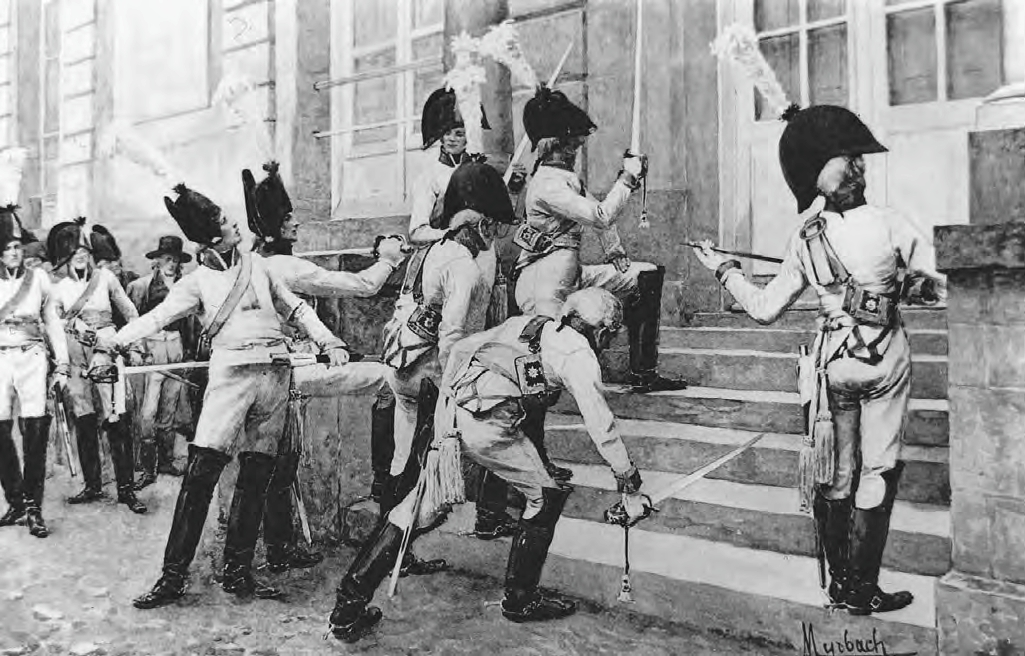
Gardes du Corps 1806.
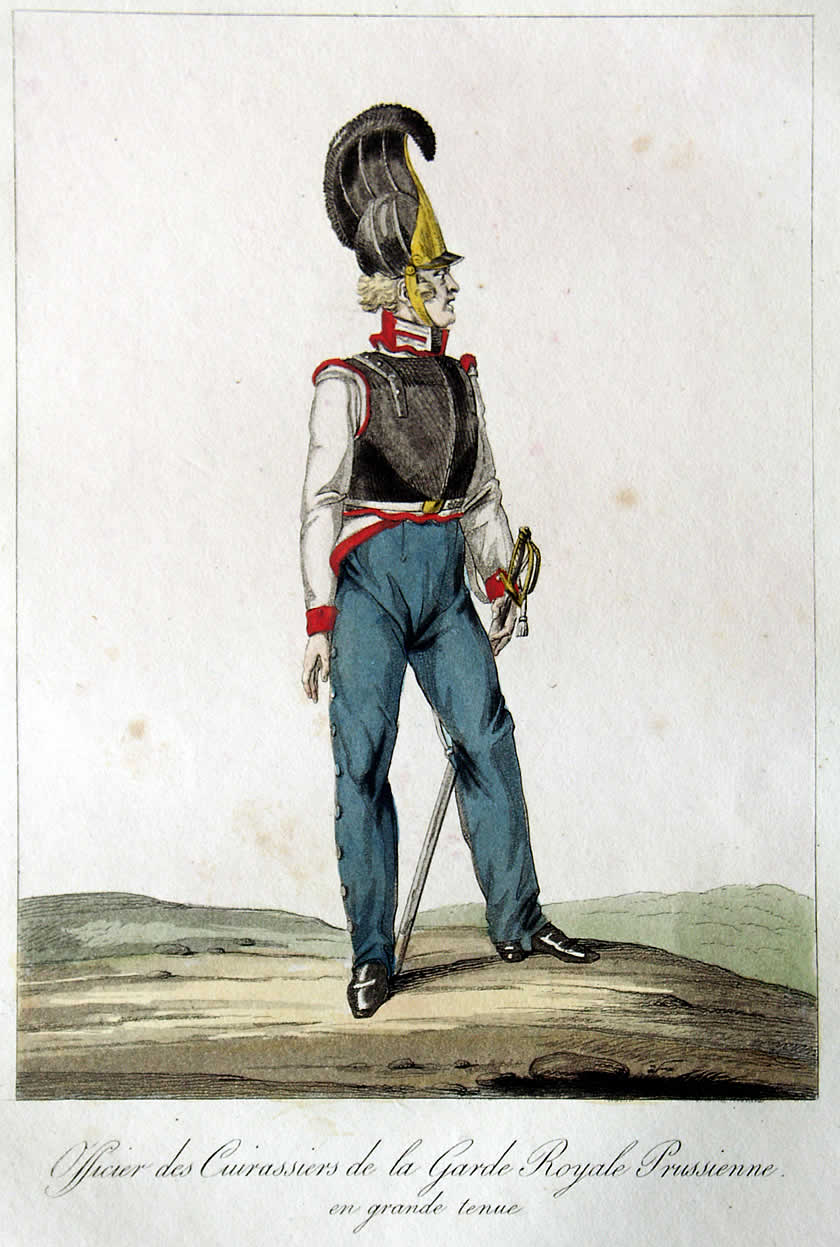
Coracero de la Guardia 1815.
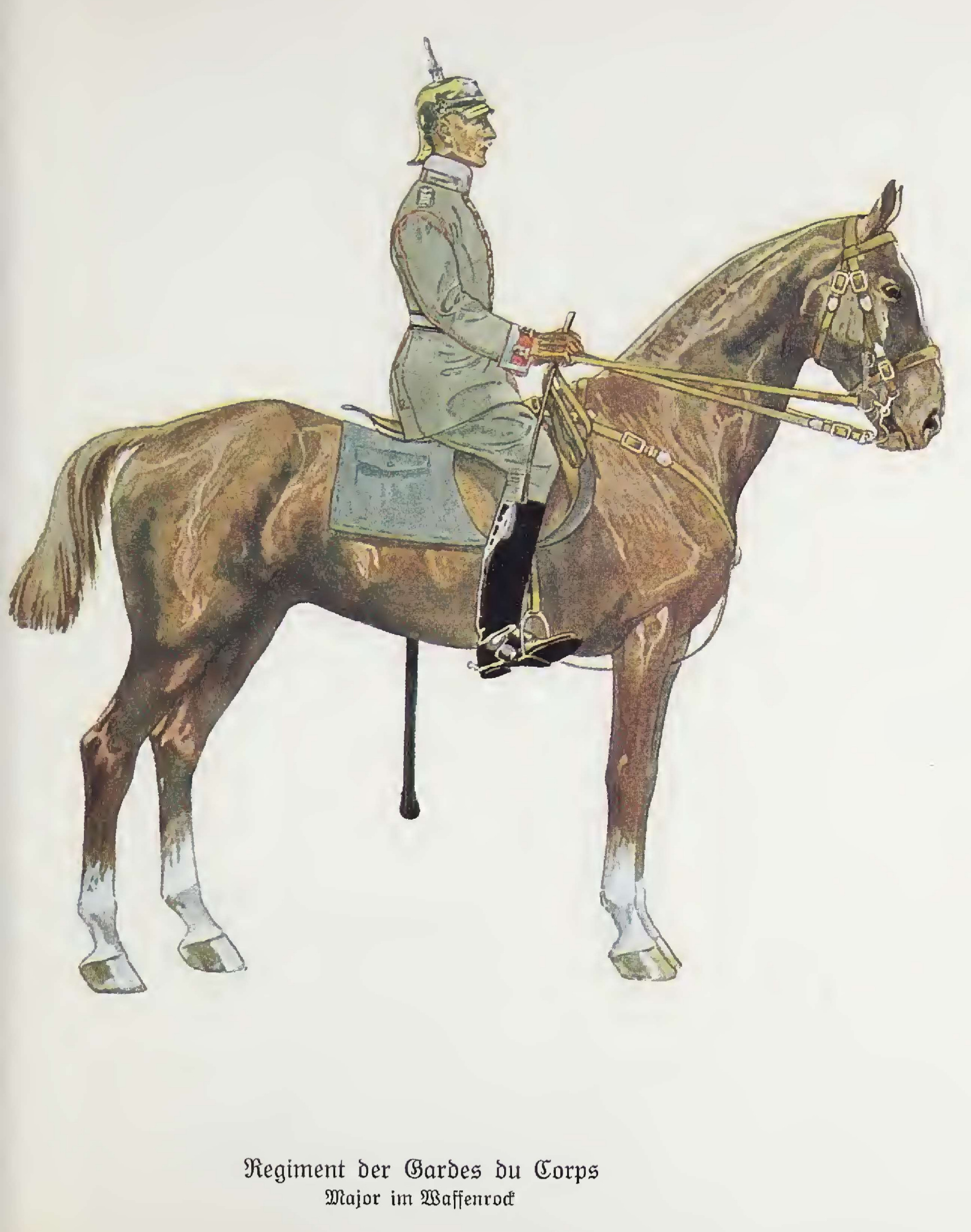
Uniforme de 1915
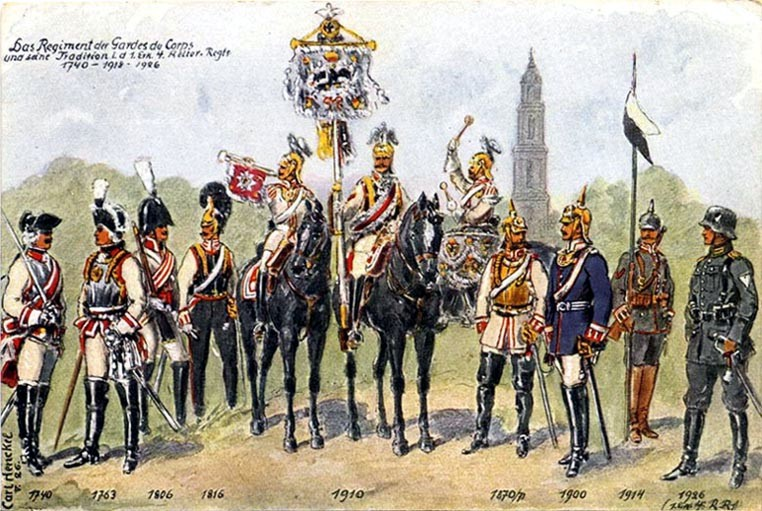
Uniformes de 1740 a 1926.